# Temporada 1977 del Campeonato de España de Rally
La temporada 1977 fue la edición 21.ª del Campeonato de España de Rally. El calendario estaba compuesto de quince pruebas puntuables, de los cuales tres eran puntuables para el Campeonato de Europa. Cinco pruebas extranjeras sumaban puntos para el campeonato: Rally de Montecarlo, Uren Van Ieper, Rajd Polski y Rally di San Martino di Castrozza y Cyprus Rally

## Calendario
En el calendario estaba inicialmente incluida una prueba más en el mes de octubre el Rally Torre del Oro pero no se incluyó finalmente. Todas las pruebas eran también puntuables para el campeonato femenino.
| N.º | Fecha                   | Rally                                       | Superficie     | Series |
| --- | ----------------------- | ------------------------------------------- | -------------- | ------ |
| 1   | 5-6 de febrero          | 4.º Rally Maspalomas / Rally Islas Canarias | Asfalto/tierra |        |
| 2   | 18-20 de febrero        | 25.º Rally Costa Brava                      | Asfalto        | Europa |
| 3   | 12-13 de febrero        | 18.º Rally Vasco Navarro                    | Asfalto        |        |
| 4   | 19-20 de marzo          | 7.º Critérium Montseny-Guilleries           | Asfalto        |        |
| 5   | 2-3 de abril            | 18.º Rally Fallas                           | Asfalto        |        |
| 6   | 29 de abril - 1 de mayo | 11.º Rally Firestone                        | Asfalto/tierra | Europa |
| 7   | 14-15 de mayo           | 9.º 500 Kilómetros Nocturnos de Alicante    | Asfalto        |        |
| 8   | 28-29 de mayo           | 14.º Critérium Luis de Baviera              | Asfalto        |        |
| 9   | 11-12 de junio          | 7.º Critérium de La Rioja                   | Asfalto        |        |
| 10  | 25-26 de junio          | 10.º Rally de Orense                        | Asfalto        |        |
| 11  | 13-14 de agosto         | 8.º Rallye Ciudad del Ferrol                | Asfalto        |        |
| 12  | 21-23 de octubre        | 25.º RACE Rallye de España                  | Asfalto/tierra | Europa |
| 13  | 5-6 de noviembre        | 19.º Rally 2000 Virajes                     | Asfalto/tierra |        |
| 14  | 19-20 de noviembre      | 13.º Rally Cataluña-Rally de las Cavas      | Asfalto        |        |
| 15  | 3-4 de diciembre        | 14.º Rally Costa del Sol                    | Asfalto        |        |

## Equipos
| Equipo                          | Vehículo                 | Piloto                | Copiloto                  | Rondas              |
| Equipos oficiales               | Equipos oficiales        | Equipos oficiales     | Equipos oficiales         | Equipos oficiales   |
| ------------------------------- | ------------------------ | --------------------- | ------------------------- | ------------------- |
| SEAT competición                | SEAT 124                 | Antonio Zanini        | Juan José Petisco         | 2, 4-8, 12-15       |
| SEAT competición                | SEAT 124                 | Salvador Cañellas     | Daniel Ferrater           | 2, 6-9              |
| SEAT competición                | SEAT 124                 | Salvador Cañellas     | Jordi Sabater             | 12-15               |
| Chrysler España                 | Simca 1200 TI            | Genito Ortiz          | María Jesús Cabal         | 12                  |
| Chrysler España                 | Simca 1200 TI            | Jorge Cid             | Jorge Pons                | 12                  |
| Chrysler España                 | Chrysler 180             | Jorge Cid             | Jorge Pons                | 10-11, 13-15        |
| Equipos privados                |                          |                       |                           |                     |
| Escudería Orense                | Ford Escort RS 1800 MKII | Beny Fernández        | Antonio Doural            | 10                  |
| Reverter Competición            | Ford Escort RS 1800 MKII | Beny Fernández        | Antonio Doural            | 2, 10, 14-15        |
| Reverter Competición            | Ford Escort RS 1800 MKII | Beny Fernández        | José Luis Formoso         | 4-6, 11-12          |
| Reverter Competición            | BMW 2002 Tii             | Beny Fernández        | José Luis Formoso         | 3                   |
| Escudería Palmera               | Porsche 911 Carrera RSR  | Marc Etchebers        | Marie-Christine Etchebers | 3-6, 9-11           |
| Escudería Palmera               | Porsche 911 Carrera RSR  | Marc Etchebers        | José Ramón Amorena        | 14                  |
| Real Automóvil Club de Cataluña | SEAT 1430-1800           | Salvador Serviá       | Jordi Sabater             | 2                   |
| Real Automóvil Club de Cataluña | SEAT 1430-1800           | Salvador Serviá       | Víctor Sabater            | 4                   |
| Real Automóvil Club de Cataluña | SEAT 1430-1800           | Salvador Serviá       | Alex Brustenga            | 6, 12               |
| Real Automóvil Club de Cataluña | SEAT 124-1800            | Salvador Serviá       | Alex Brustenga            | 13-15               |
| Escudería Indycar               | Opel Kadett GT/E         | Mariano Lacasa        | Fernando Blanchard        | 3, 6, 9-10, 12      |
| Escudería Indycar               | Opel Kadett GT/E         | Mariano Lacasa        | Carlos Horno Octavio      | 8                   |
| Escudería Montjuich             | Lancia Stratos HF        | Jorge de Bagration    | Manuel Barbeito           | 2-8                 |
| RACE                            | Lancia Stratos HF        | Jorge de Bagration    | Nuria Llopis              | 14                  |
| Escudería VIZVEMASA             | SEAT 124-1800            | José Antonio Zorrilla | Begoña Kaibel             | 15                  |
| Escudería VIZVEMASA             | Simca 1000 Rallye        | José Antonio Zorrilla | Begoña Kaibel             | 3, 5-9              |
| Escudería VIZVEMASA             | Simca 1000 Rallye        | José Antonio Zorrilla | José Luis Formoso         | 10                  |
| Escudería VIZVEMASA             | Simca 1000 Rallye        | José Luis Echave      | F. Fernández              | 3, 6-7, 9-10, 13-15 |
| Escudería Granollers            | Opel Kadett GT/E         | José Luis Sallent     | F. Xavier Casanovas       | 2, 4, 13-14         |

## Resultados

### Campeonato de pilotos
| Pos. | Piloto                  | MAS | RCB | RVN | CMG | FAL | FIR | 500 | CLB | RIO | OUR | FER | ESP | 2VI | CAT | CDS | Puntos |
| ---- | ----------------------- | --- | --- | --- | --- | --- | --- | --- | --- | --- | --- | --- | --- | --- | --- | --- | ------ |
| 1.   | Antonio Zanini          |     | Ret |     | Ret | 2   | Ret | 1   | 1   |     |     |     | Ret | 1   | 1   | 1   | 498,4  |
| 2.   | Beny Fernández          |     | 1   | 2   | 2   | Ret | 2   |     |     |     | 1   | 1   | Ret | Ret | Ret | Ret | 439    |
| 3.   | Salvador Cañellas       |     | EXC |     | Ret | Ret | Ret | 2   | 2   |     |     |     | 1   | Ret | 3   | 2   | 379,6  |
| 4.   | Marc Etchebers          |     |     | 1   | 3   | 3   | Ret |     |     | 1   | 2   | 2   |     |     | Ret | Ret | 273,2  |
| 5.   | Salvador Serviá         |     | Ret |     | 4   |     | 3   |     | Ret |     |     |     | 2   | 2   | 4   | 5   | 245,9  |
| 6.   | Mariano Lacasa          |     |     | 11  |     |     | 9   |     | 6   | 5   | 9   |     | 5   |     |     |     | 213,6  |
| 7.   | Jorge de Bagration      |     | 2   | Ret | 1   | 1   | Ret | Ret | Ret |     |     |     |     |     | Ret |     | 208,4  |
| 8.   | José Antonio Zorrilla   |     |     | Ret |     |     | Ret | 3   | 4   | Ret | 4   |     |     |     |     | 9   | 152,4  |
| 9.   | José Luis Sallent       |     | 11  |     | 8   |     |     |     |     |     |     |     |     | 5   | 7   |     | 144,8  |
| 10.  | José Luis Echave        |     |     | Ret |     |     | Ret | 4   |     | 4   | 5   |     |     | 3   |     | 7   | 138,6  |
|      | Hasta 152 clasificados. |     |     |     |     |     |     |     |     |     |     |     |     |     |     |     |        |

### Campeonato de marcas
| Pos. | Marca    | Puntos |
| ---- | -------- | ------ |
| 1.   | SEAT     | 238,5  |
| 2.   | Chrysler | 181    |
| 3.   | Citroën  | 65     |
| 4.   | Renault  | 4      |

### Campeonato de copilotos
| Pos. | Copiloto                  | Puntos |
| ---- | ------------------------- | ------ |
| 1.   | Juan José Petisco         | 184,4  |
| 2.   | Marie-Christine Etchebers | 103,2  |
| 3.   | José Luis Formoso         | 92,4   |
| 4.   | Manuel de Barbeito        | 80     |
| 5.   | Jordi Sabater             | 71,4   |
|      | Hasta 38 clasificados.    |        |

### Trofeo Turismos de Serie (Fabricación Nacional)
| Pos. | Piloto                 | Puntos |
| ---- | ---------------------- | ------ |
| 1.   | Alfonso Marcos         | 202    |
| 2.   | Ricardo Muñoz          | 159    |
| 3.   | Enrique Palacios       | 146,5  |
| 4.   | Luis Juvanteny         | 107    |
| 5.   | Juan Carlos Mach       | 90     |
|      | Hasta 65 clasificados. |        |

### Campeonato de conductores femeninos
| Pos. | Piloto            | Puntos |
| ---- | ----------------- | ------ |
| 1.   | Nuria Llopis      | 143,6  |
| 2.   | María José Ruedas | 84     |
| 3.   | "Yolanda"         | 17,6   |

### Desafío Simca
| Pos. | Piloto           |
| ---- | ---------------- |
| 1.   | José Luis Echave |